# Антипремия «Абзац»
«Абза́ц» — шуточная литературная антипремия за книги, не соответствующие современным требованиям по части редактуры, перевода и корректуры. Учреждена в 2001 году газетой «Книжное обозрение» («Федеральное агентство по печати и массовым коммуникациям») и ОАО «Генеральная дирекция международных книжных выставок и ярмарок». С 2016 года не вручается.

«Абзац» — родная сестра «Серебряной калоши» и «Золотой малины» — выдается за наиболее сомнительные достижения в области книгоиздания.— «Вечерняя Москва»

## История
Первое присуждение антипремии состоялось осенью 2001 года на XIV ММКВЯ.
С 2002 года присуждение проходило весной на Национальной книжной выставке-ярмарке «Книги России».
До 2007 года председателем жюри антипремии являлся на тот момент главный редактор газеты «Книжное обозрение» Александр Гаврилов, затем учредивший некоммерческую организацию «Институт книги».
С 2007 года председателем жюри являлся новый генеральный директор газеты «Книжное обозрение» Александр Набоков.

## Процедура присуждения антипремии
Антипремия вручается в четырёх основных номинациях и одной дополнительной: «Худшая корректура», «Худший перевод», «Худшая редактура», «Полный абзац» (за полное попрание всех норм книгоиздания) и «Почётная безграмота» (за «особо циничные преступления против российской словесности»).
Лауреаты определяются специальным экспертным советом на основании читательских мнений, присланных в редакцию газеты «Книжное обозрение», и награждаются антипризом: бронзовой статуэткой работы скульптора Владимира Трулова в виде переломленной в виде буквы «Z» (знака абзаца в редактуре) ручки на скомканном бумажном листе. Лауреаты редко забирают его.

## Лауреаты

### 2001
- «Полный абзац» — издательство «Захаров» за книгу «Сергей Довлатов и Игорь Ефимов. Эпистолярный роман».
- «Худшая корректура» — издательство «Захаров» за книгу «Сергей Довлатов и Игорь Ефимов. Эпистолярный роман».
- «Худший перевод» — издательства «Иностранка» и «БСГ-пресс» за роман Мишеля Уэльбека «Элементарные частицы».
- «Худшая редактура» — издательства «АСТ» и «Терра-фантастика» за сборник статей «Упущенные возможности Гитлера».

### 2002
- «Полный абзац» — Баян Ширянов и издательства «Зебра-Е» и «Эксмо» за книгу «Занимательная сексопатология».
- «Худшая корректура» — не вручалась.
- «Худший перевод» — Марина Литвинова и издательство «Росмэн» за роман Джоан Роулинг «Гарри Поттер и Тайная комната»
- «Худшая редактура» — Марина Литвинова и издательство «Росмэн» за роман Джоан Роулинг «Гарри Поттер и Тайная комната».

### 2003
- «Полный абзац» — Евгений Гусляров и издательство «Олма-пресс» за книгу «Христос в жизни».
- «Худшая корректура» — издательство «Воскресенье Евразия плюс» за книгу Бориса Панкина «Пресловутая эпоха в лицах и масках, событиях и казусах».
- «Худший переводчик» — Елена Сергеева и издательство «Молодая гвардия» за книгу Пьера Сиприо «Бальзак без маски».
- «Худшая редактура» — издательство «Росмэн» за роман Джоан Роулинг «Гарри Поттер и Кубок огня».

### 2004
- «Полный абзац»:
  - издательство «Захаров» за переиздание брошюры «Фаина Раневская: случаи, шутки, афоризмы» (в сборник вошли современные анекдоты, в том числе про «новых русских»).
  - Марина Несмеянова и издательство «Наука» за книгу «Здравствуйте, птицы!».

- «Худшая корректура» — издательство «Предлог» за книгу Александра Гордона «Диалоги».
- «Худший перевод» — издательство «Торнтон и Сагден» за роман Брета Эллиса «Гламорама».
- «Худшая редактура» — издательство «Крылов» за книгу «Ричард Брэнсон: 10 секретов лучшего в мире создателя бренда».
- «Почётная безграмота» — Анатолий Фоменко, Глеб Носовский и издательство «Римис» за книги серии «Новая хронология».

### 2005
- «Полный абзац» — Елена Съянова и издательство «Олма-пресс» за серию аналитических книг о Гитлере и его ближайших соратниках.
- «Худшая корректура» — не вручалась.
- «Худший перевод»:
  - издательство «АСТ» за книгу Дугласа Коупленда «Рабы „Майкрософта“».
  - Наталья Рейн и издательство «АСТ» за роман Дэна Брауна «Код да Винчи».
- «Худшая редактура» — издательство «Ультра. Культура» за книгу «100 запрещённых книг. Цензурная история мировой литературы».
- «Почётная безграмота» — депутат Государственной Думы Сергей Неверов за попытку запретить Большому театру использовать либретто оперы «Дети Розенталя» «неправильного писателя» Владимира Сорокина.

### 2006
- «Полный абзац» — издательство «Онлайн» за книгу Габриэля Гарсиа Маркеса «Вспоминая моих грустных шлюх» (книга выпущена контрафактно, текст полностью искажён. Например, в классическом переводе: «Я никогда не думал о возрасте как о дырявой крыше, которая показывает, сколько утекло и сколько жизни осталось». В переводе издательства: «Я никогда не думал о возрасте, как привыкают не думать о дырявой крыше. Сколько воды утекло… Сколько лет, сколько зим…»).
- «Худшая корректура» — не вручалась[8].
- «Худший перевод» — Игорь Бойков и издательство «Эксмо» за книгу Гийома Аполлинера «Алкоголи» (цитата: «Жизнь переменчива, как в юности Эврип». Пояснение: Эврип — это не античный герой, а пролив между Грецией и островом Эвбея).
- «Худшая редактура» — Юлия Латынина и издательство «Эксмо» за книги «Джаханнам» и «Ниязбек» (цитата: «Они выехали на взлётную полосу и увидели Як-42 с трапом, вывалившимся из кормы, как собачий язык из задницы».
- «Почётная безграмота» — режиссёр Ульяна Шилкина «за вялую и бессмысленную экранизацию» «Золотого телёнка», одного из самых смешных русских романов XX века[9][10].

### 2007
- «Полный абзац» — Сергей Минаев и издательство АСТ за книги «Духless» и «Media Sapiens» («Впервые мы вручали гран-при человеку, чьи романы достойны обладать статуэтками по всем номинациям, — говорится в заключении оргкомитета. — Обе книги наводнены грамматическими, пунктуационными и фактическими ошибками. И, кроме того, это худший перевод Фредерика Бегбедера на русский язык»).
- «Худший перевод» — Елена Самарская и издательства «Республика» и «Культурная Революция» за книгу Жана Бодрийяра «Общество потребления» (внимание оргкомитета привлекли фразы на рунглише, например: «Драгстор может стать целым городом… с его шопинг-центром, где каждая группа резиденций сияет вокруг своего плавательного бассейна» и «Пиво вам полезно» (в оригинале — «Guinness is good for you»).
- «Худшая редактура» — Игорь Рабинер и издательство «Секрет фирмы» за книгу «Как убивали „Спартак“» («Мы не критикуем Рабинера как болельщики, но нам очень обидно, что такое интересное издание появилось в печати вообще лишённое редактуры, изобилующее повторами. Нельзя просто взять статьи и поместить их в книжку», — говорится в заключении оргкомитета).
- «Почётная безграмота» — генеральный директор «Первого канала» Константин Эрнст со следующей формулировкой: «как физическому воплощению самой большой рейтинговой доли телевидения, оглупляющего простого человека, отрывающего его от книги и чтения, от всякого проявления культуры».

### 2008
- «Полный абзац» — Елена Ленина и издательство «АСТ» за книгу «Sexual, или Как соблазнить любого мужчину» (по мнению жюри, «Sexual…» является плагиатом, заимствующим фрагменты из книги Лейл Лаундес «Как влюбить в себя любого»).
- «Худший перевод» — Юлия Моисеенко и издательство «АСТ» за роман Уильяма Гибсона «Страна призраков».
- «Худшая редактура» — издательства «АСТ» и «Астрель» за книгу Оксаны Робски «Casual 2».
- «Худшая корректура» — издательства «АСТ» и «Астрель» за книгу Нила Геймана «Хрупкие вещи».
- «Почётная безграмота» — ведущая передачи «Документальная история», директор РГАЛИ Татьяна Горяева.

### 2009
- «Полный абзац» — издательство «Эксмо» за «Большую астрономическую энциклопедию» (это шестьсотстраничная книга, авторы которой ввели в научный оборот ранее неизвестные астрономические понятия, например, «внешние спутники планет», «полуширина кривопропускания» и другие. После того, как астрономы ужаснулись таким откровенным ошибкам и забили тревогу, издательство опубликовало на своем сайте извинения и информацию о том, что весь тираж книги отозван из продажи и уничтожен. Однако, по некоторым данным, книга и после этого продолжала продаваться в магазинах[11]).
- «Худший перевод» — издательство «Гелеос» за книгу Макса Галло «Спартак: Бунт непокорных».
- «Худшая редактура» — издательство «Эксмо» за книгу Макса Сейфера «Никола Тесла. Повелитель вселенной».
- «Худшая корректура» — издательства «АСТ» и «Астрель» за книги Азария Лапидуса «Road Show, или Любовь олигарха», «Mazerati Bordo, или Уравнение с тремя неизвестными» и «Mond Blanc, или Непокоренная вершина».

### 2010
- «Полный абзац» — издательство «ОГИ» за перевод книги Николаса Якемота «А если это любовь?».
- «Худший перевод» — Татьяна Кудрявцева и издательство «АСТ» за роман Джона Апдайка «Террорист».
- «Худшая редактура» — издательство «Флюид» за роман Кирилла Берендеева «Осколки» («Мы подозреваем, что эта книга вообще не подвергалась редакторской правке», — говорится в заключении оргкомитета).
- «Худшая корректура» — не вручалась.
- Специальный приз в честь десятилетнего юбилея антипремии «Абзац» — газета «Книжное обозрение».

### 2011
- «Полный абзац» — издательство «АСТ» за книгу Елены Колядиной «Цветочный крест».
- «Худший перевод» — Людмила Володарская и издательство «Иностранка» за перевод книги Сесилии Ахерн «Волшебный дневник».
- «Худшая редактура» — издательство «Эксмо» за книгу Эрики Йонг «Как спасти свою жизнь».
- «Худшая корректура» — издательство «Рипол-классик» за книгу Дэвида Фридмана «Пенис. История взлетов и падений».
- «Почётная безграмотa» — министр образования и науки Андрей Фурсенко за реформу образования, в результате которой, по мнению оргкомитета премии, литература перестала быть обязательным предметом в школе.

### 2012
- «Полный абзац» — Михаил Кононенко и издательства «Астрель» и «Corpus» за книгу Джарона Ланира «Вы не гаджет. Манифест»[12].
- «Худший перевод» — А. Дадыкин и издательство «Рипол-классик» за роман Мориса Дантека «Призрак джазмена на падающей станции „Мир“».
- «Худшая редактура» — издательства «Азбука» и «Азбука-Аттикус» за роман Лесли Дэниелс «Уборка в доме Набокова».
- «Худшая корректура» — издательства «Иностранка» и «Азбука-Аттикус» за роман Николо Амманити «Я заберу тебя с собой».

### 2013
- «Полный абзац»[13][14]:
  - издательство «Астрель» за книгу Томаса Гарета «Led Zeppelin. Иллюстрированная биография».
  - издательство «Астрель» за книгу Мэри Клейтон «Elvis. Иллюстрированная биография».
- «Худший перевод» — Ирина Евса за «Божественную комедию», «Фауста» и другие произведения классической литературы[15].
- «Худшая редактура» — Максим Немцов и издательство «Азбука» за книгу Дэниэла Вудрелла «Зимняя кость»[16].
- «Почётная безграмота» — Наталья Худякова и Максим Горелов за «Иллюстрированную Конституцию России»[17][18].

### 2014
- «Полный абзац» — издательство «АСТ» за «Автобиографию» Маргарэт Тэтчер[19].
- «Худший перевод» — Лидия Садовая за книгу «Дом секретов»[12].
- «Худшая корректура» — Анна Мосьпанов и издательство «Альпина нон-фикшн» за книгу «Германия. Свой среди своих»[20][13].
- «Худшая редактура» — Антон Лирник за книгу «Трое в Таиланде, не считая собак»[1].
- «Почётная безграмота» — Борис Акунин за книгу «История Российского государства. От истоков до монгольского нашествия» («Концентрация ляпов, неточностей и домыслов здесь поражает воображение. Вот как автор, например, расшифровывает русскую душу: „в том, что мы такие нелегкие, очевидно, виноват всё-таки Лес“». Также оргкомитет премии отметил изобретательность автора — таинственный термин «русославяне»: «Ни русских, ни тем более России пока не существовало, — поэтому до поры до времени я буду пользоваться не очень складным термином „русославяне“»)[21][22].

### 2015
- «Полный абзац» — издательство «АСТ» за книгу «Большие глаза. Загадочная история Маргарет Кин».
- «Худший перевод» — Заур Мамедьяров и Евгения Фоменко за книгу Майка Уолла «Led Zeppelin. Когда гиганты ступали по земле».
- «Худшая редактура» — издательство «Эксмо» за роман Андрея Геласимова «Холод».
- «Худшая корректура» — издательство «Самокат» за книгу Бьянки Питцорно «Диана, Купидон и Командор»[23].